# Heinrich Band

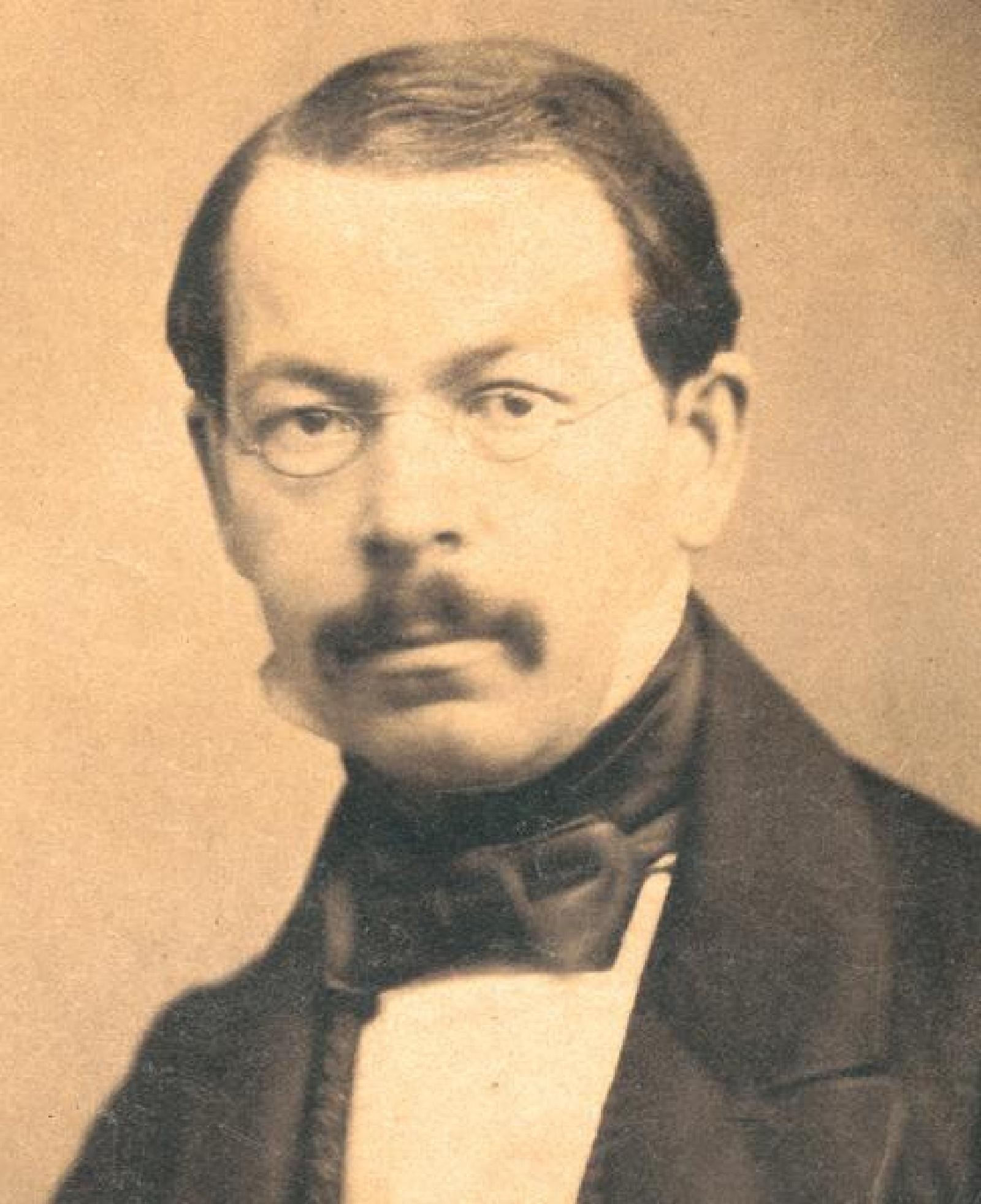
Heinrich Band

Heinrich Band (* 4. April 1821 in Krefeld; † 2. Dezember 1860 ebenda) war ein deutscher Musiker und Musiklehrer sowie Instrumentenhändler. Er war der Erfinder des Bandoneons, auch Bandonion genannt.
Heinrich Band war der Sohn des Seidenwebers Peter Band (1796–1863) und dessen Frau Catharina, geb. Meyers (* 1797). Der Vater gab 1838 seine Tätigkeit als Weber auf, um als Musiker und Instrumentenhändler zu arbeiten. Im Alter von 21 Jahren übernahm Heinrich Band das Musikaliengeschäft seines Vaters. Dort bot er neben Blas-, Saiten- und weiteren Tasteninstrumenten 40- und 56-tönige Akkordeons an, die er aus Sachsen bezog.
Ab 1845 entwickelte Band aus der Konzertina das 68-tönige Bandonion, das später Bandoneon genannt wurde. Neben der Erweiterung der Töne veränderte er die Tastenbelegung und fügte möglicherweise auch schon die Oktavstimmung hinzu. Offenbar konnte er den Absatz dadurch deutlich steigern. Bald wurde der Name Bandoneon zu einer Qualitätsbezeichnung innerhalb der Harmonikainstrumente.
Band starb 1860 vermutlich an Tuberkulose.